# Trujillina
Trujillina là một chi nhện trong họ Ctenidae.